# Georg Volkert
Georg Volkert (Ansbach, 28 novembre 1945 – Erlangen, 16 agosto 2020) è stato un calciatore tedesco, di ruolo attaccante.

## Carriera
Giocò in Bundesliga con Norimberga, Amburgo e Stoccarda e nella massima serie svizzera con lo Zurigo. Vinse un campionato tedesco nel 1968 con il Norimberga, mentre durante la sua militanza nell'Amburgo conquistò una Coppa di Germania nel 1976 ed una Coppa delle Coppe l'anno seguente.

## Palmarès

### Club

#### Competizioni nazionali
- Campionato tedesco: 1

Norimberga: 1967-1968
- Coppa Svizzera: 1

Zurigo: 1969-1970
- Coppa di Lega tedesca: 1

Amburgo: 1972-1973
- Coppa di Germania: 1

Amburgo: 1975-1976

#### Competizioni internazionali
- Coppa Piano Karl Rappan: 1

Norimberga: 1968
- Coppa delle Coppe: 1

Amburgo: 1976-1977